# Historisch Museum van Kreta
Het Historisch Museum van Kreta (Grieks: Ιστορικό Μουσείο Κρήτης, Istorikó Mouseío Krítis) is een museum in Heraklion, Kreta. Het werd in 1953 opgericht en was oorspronkelijk gehuisvest in het voormalige huis van zakenman en amateurarcheoloog Minos Kalokairinos.

## Collectie
De permanente collecties van het museum belichten de kunst en geschiedenis van Kreta vanaf de 4e eeuw na Christus tot de Tweede Wereldoorlog. De collecties zijn chronologisch en op onderwerp geordend en gecombineerd met beeldmateriaal en multimedia. Ze omvatten keramiek, sculpturen, munten, juwelen, muurschilderingen, draagbare iconen, rituele voorwerpen, manuscripten, erfstukken, weefsels en het gereconstrueerde interieur van een Kretenzisch landelijk huis.
Het museum stelt ook twee schilderijen tentoon van El Greco, die op Kreta werd geboren als Domenikos Theotokopoulos: Uitzicht op de berg Sinaï (1570-1572) en De doop van Christus (ca. 1567-1569). Dit zijn zijn enige werken op Kreta.
Ook herbergt het museum de bezittingen en het archiefmateriaal van Nikos Kazantzakis. Deze schonk hij een paar maanden voor zijn dood aan het museum. Het omvat de werkkamer van de auteur vanuit zijn huis in Antibes, met zijn bibliotheek, originele meubels en persoonlijke bezittingen, manuscripten van zijn werken en verschillende eerste edities van zijn boeken in tal van talen.

## Gebouw
Het neoklassieke monumentale gebouw dat de oudste vleugel van het Historisch Museum van Kreta vormt, was oorspronkelijk het herenhuis van Andreas Lysimachos Kalokerinos, een rijke landeigenaar die het liet bouwen in 1903 naar plannen van architect Konstantinos Tsantirakis.
In de jaren zeventig werd het museum uitgebreid met een nieuwe vleugel, die de moderne en neoklassieke architectuur combineerde. De vleugel werd begin jaren negentig aangevuld met een extra verdieping en werd in mei 2004 voltooid.
De overdekte tentoonstellingsruimte in het museum bedraagt anno 2022 1500m², verdeeld in 25 ruimtes die zeventien eeuwen geschiedenis beslaan. Het museum heeft ook een winkel en een café.

## Galerij

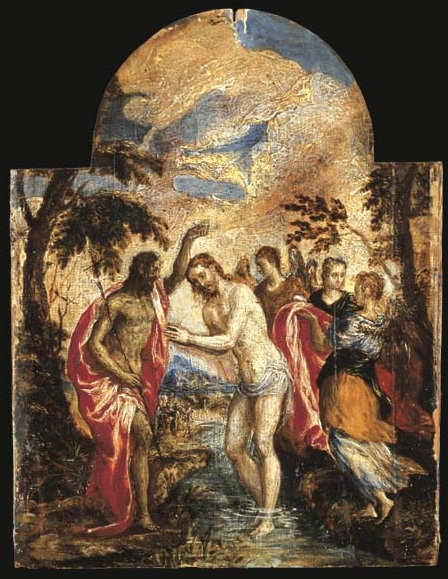
De doop van Christus
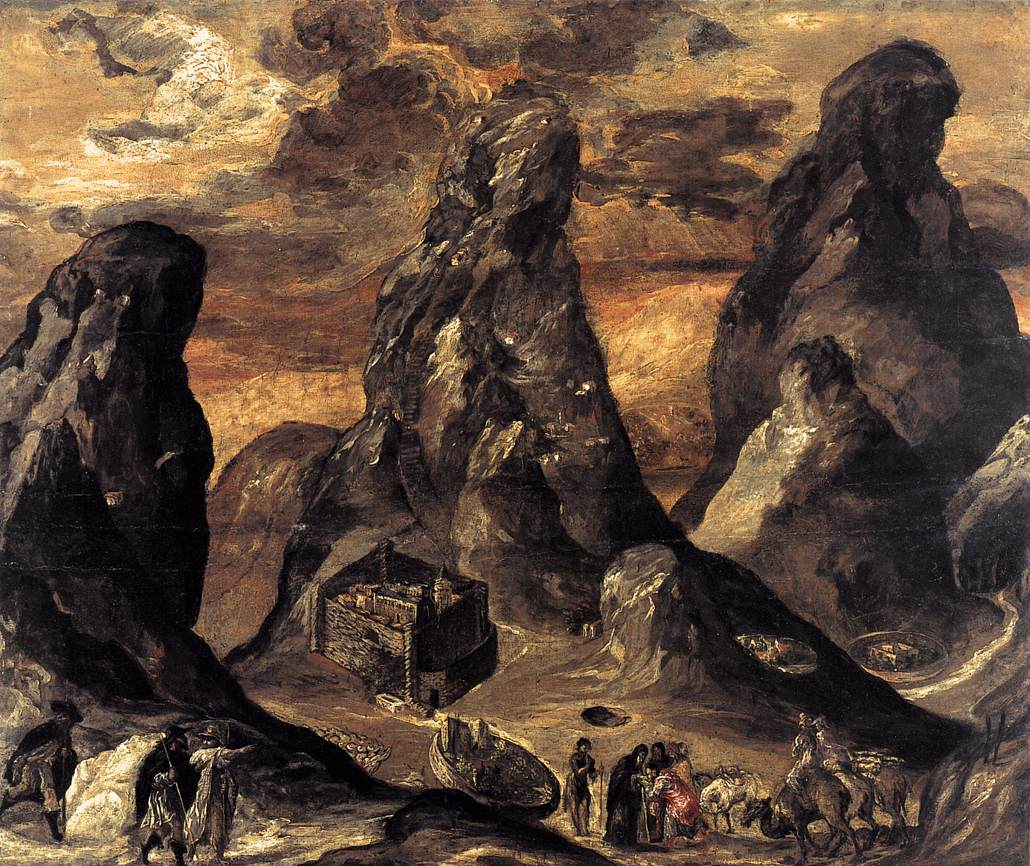
Uitzicht op de berg Sinaï
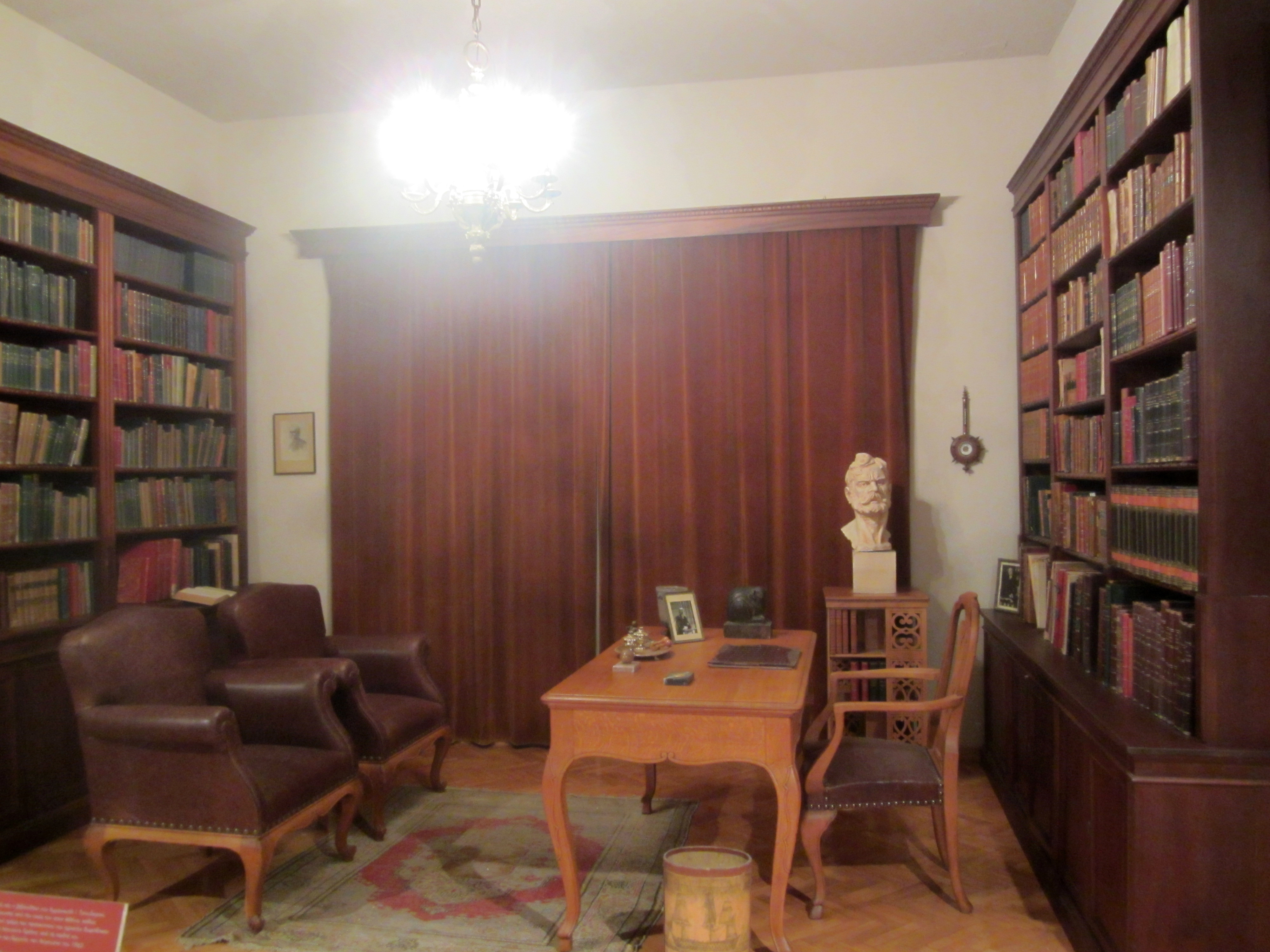
Werkkamer van de schrijver Nikos Kazantzakis
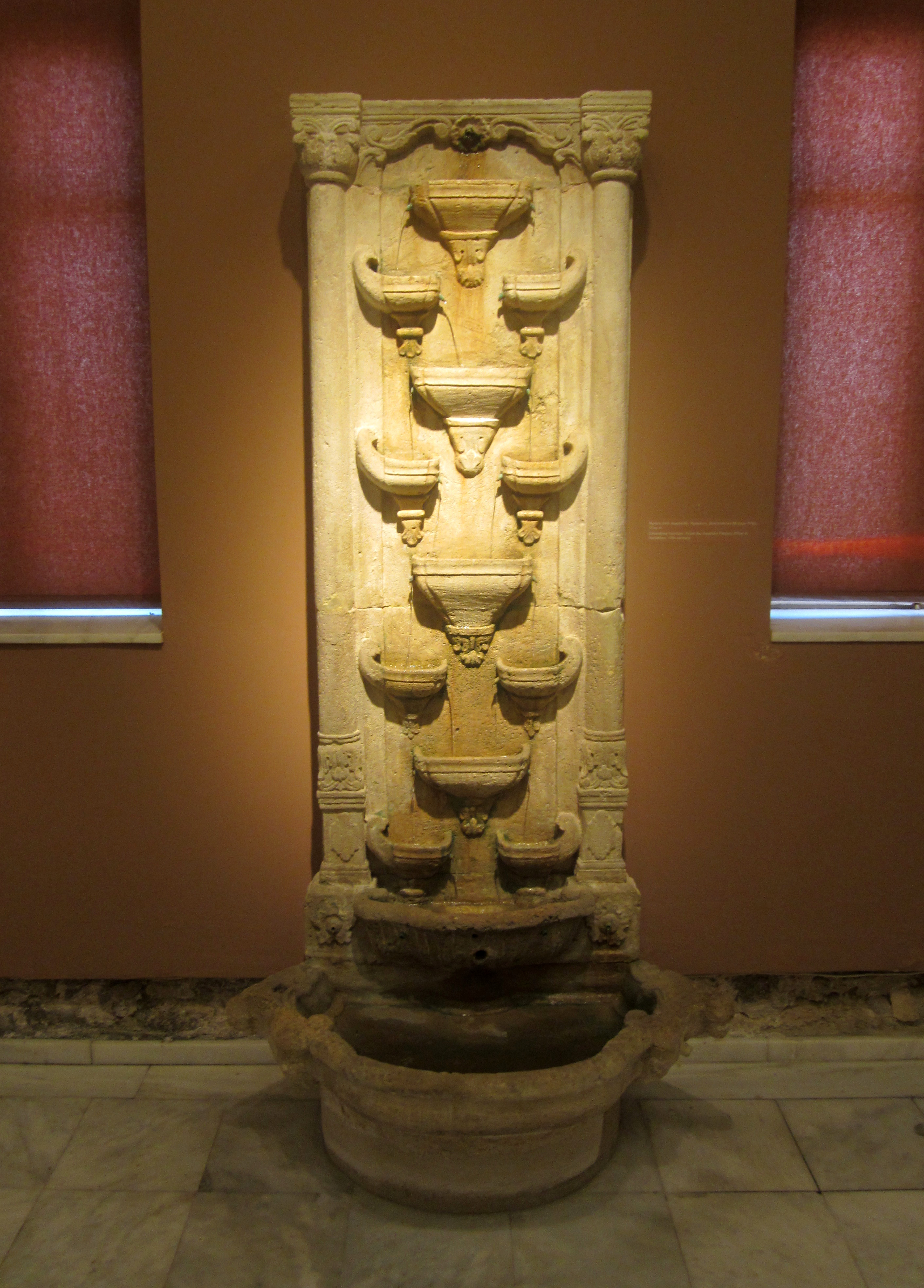
Fontein uit de Ventiaanse periode
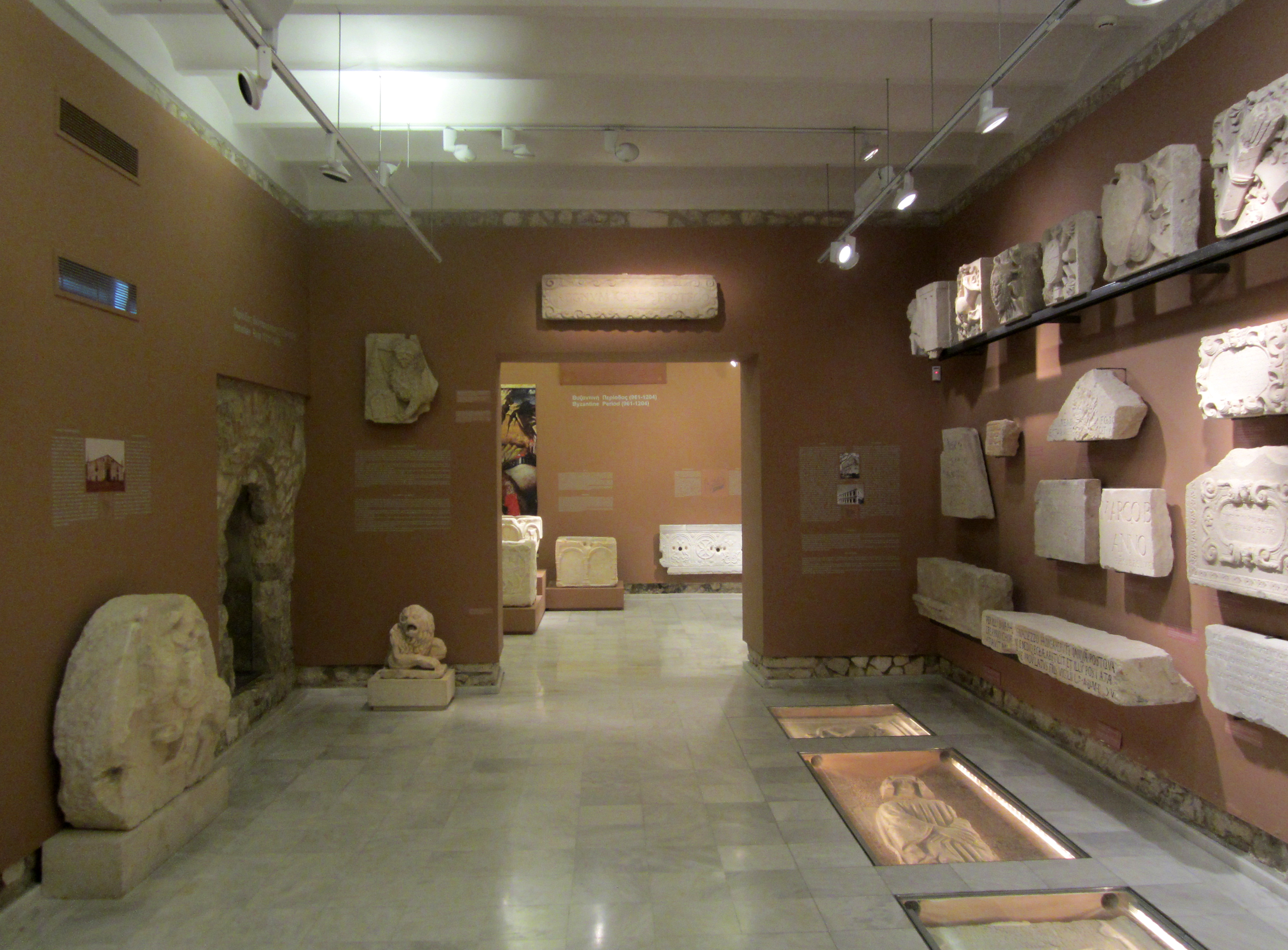